# بلرسة

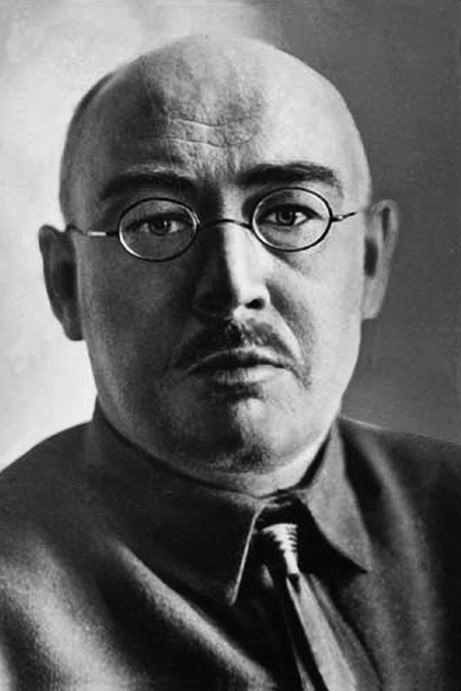

البلرسة أو الترويس الأبيض (بالبيلاروسية: беларусізацыя) سياسة اتبعت لحماية و تقدم اللغة البيلاروسية و وتجنيد وتعزيز البيلاروسيين العرقيين (نوع من برنامج التمييز الإيجابي) ضمن حكومة ج.س.إ البيلاروسية و الحزب الشيوعي لروسيا البيضاء، التي أجرتها حكومة جمهورية بيلاروس السوفيتية الاشتراكية في عشرينيات القرن العشرين (عهد 1920).
جنباً إلى جنب سياسة الأكرنة في الجمهورية الأوكرانية السوفيتية الاشتراكية، بالإضافة إلى سياسات أخرى مشابهة في أجزاء أخرى من الاتحاد السوفييتي، شكلت السياسة السوفييتية للـ"كورينيزاتسه"، و هي محاولة من الحزب الشيوعي السوفييتي لكسب تأييد المجموعات العرقية غير الروسية عن طريق عكس تأثريت قرون الترويس الإجباري مؤقتاً ضمن الإمبراطورية الروسية و تعزيز الثقافات و اللغات القومية في الجمهوريات القومية السوفييتية. عُكست جميع سياسات الكورينيزاتسه مع مستهل الستالينية و تعزيز الحكومة السوفيتية للغة الروسية كلغة الدولة الوحيدة و لغة مطلوبة للتواصل بين الجماعات العرقية.

## مشروع للبلرسة
وُضعت سياسة البلرسة في 1924 اللجنة التنفيذية المركزية لجمهورية بيلاروس السوفيتية الاشتراكية عن طريق إنشاء لجنة خاصة برئاسة خاتشفيتش. و أوصت اللجنة الخاصة باتخاذ التدابير التالية:
- انتقال مؤسسات جمهورية روسيا البيضاء (بيلاروسيا) و الوحدات البيلاروسية من الجيش الأحمر إلى اللغة البيلاروسية
- تعزيز المتحدرين من العرقية البيلاروسية في المناصب القيادية ضمن الحزب، و الحكومة، و اتحادات العمال
- تنظيم المؤسسات التعليمية باللغة البيلاروسية، تطوير الأدب البيلاروسي و المزيد.

كان من المقرر انتقال مؤسسات جمهورية بيلاروسيا إلى اللغة البيلاروسية على مدى فترة من 1-3 سنوات.

## نتائج البلرسة
- بحلول عام 1927، كان 80% من الموظفين المدنيين في بيلاروسيا السوفييتية طليقاً باللغة البيلاروسية.
- بحلول عام 1928، كان 80% من المدارس في بيلاورسيا السوفييتية منتقلة إلى اللغة البيلاروسية كلغة تدريس.

## نهاية البلرسة
و مع ذلك، فبصعود الستالينية في ثلاثينات القرن العشرين، و العودة المتزامنة لسياسيات الترويس الإجباري، عُكست البلرسة بسرعة، جنباً إلى جنب الأكرنة و جميع البرامج الأخرى لكورينيزاتسه في الاتحاد السوفييتي.

## بعد الحقبة السوفياتية
بعد تفكك الاتحاد السوفييتي في 1991، دخلت البلرسة حيز التنفيذ، و ذلك بأن أصبحت اللغة البيلاروسية لغة الدولة الوحيدة، و بدأ الأطفال بتلقي التعليم باللغة البيلاروسية. و مع ذلك، فبعد وصول ألكسندر لوكاشينكو إلى السلطة، أُجري استفتاءٌ على اللغة الروسية في 1995، صوت معظم الشعب للغة الروسية لتكون لغة الدولة الثانية في روسيا البيضاء. و بعد فترة، تقلص استخدام اللغة البيلاروسية، و في روسيا البيضاء هذه الأيام، اللغة الروسية هي المهيمنة في الحياة اليومية.